# Djoser
Djoser of Netjerichet was de tweede koning (farao) van de 3e dynastie die leefde in de 27e eeuw v.Chr. Djoser is een postume naam die aan de koning werd gegeven in de 18e dynastie van Egypte, in zijn tijd werd hij Netjerichet genoemd. 
Djoser is slechts een naam waarmee hij bekend werd in de 18e dynastie. Andere namen zijn: Netjeri-chet ("goddelijk lichaam"), Tosorthos/Tosorthros (bij Manetho)/Sesorthos (bij Eusebius) en Zoser/Djoser/Djeser/Djesersa. Dat deze twee namen verwijzen naar dezelfde persoon blijkt uit de koppeling van beide namen op de Hongersnoodstele op het eiland Sehel bij Aswan.

## Familie
Djoser of Netjerichet was een zoon van Chasechemoey en koningin Nimaathapi. Zijn voorganger of opvolger was zijn broer Sanacht. Hij trouwde met zijn zuster Hetephernebti waarbij zij een dochter kregen Inetkaes.

## Regering
Bij zijn troonsbestijging diende hij net als Sanacht aan interne strubbelingen het hoofd te bieden. Eens deze overwonnen lijkt zijn macht zich uitgestrekt te hebben tot Aswan, de eerste cataract van de Nijl. 
Djoser was de eerste farao die een Eerste Minister ofwel vizier benoemde om hem te helpen bij het steeds ingewikkelder wordende bestuurssysteem van Egypte. De man die deze belangrijke functie, de hoogste na de koning zelf, kreeg was Imhotep. 

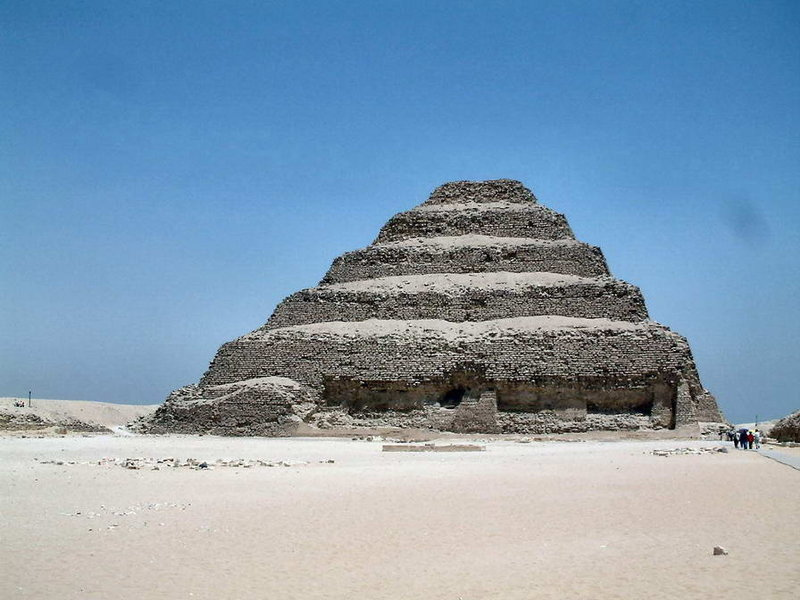
De piramide van Djoser

Het is echter voornamelijk zijn graf, de Trappiramide en het bijhorende complex, dat hem beroemd maakte, zowel in de Oudheid als in het heden. Het is, voor zover bekend, het eerste gebouw dat volledig in steen was opgetrokken. De trappiramide is oorspronkelijk niet als dusdanig opgezet, maar begon als mastaba, een klassieke Egyptische grafvorm. In latere stadia werd het grondvlak vergroot, tot uiteindelijk 126 bij 109 meter, en werden steeds kleinere treden toegevoegd. Uiteindelijk kwamen er zes treden voor een totale hoogte van meer dan 60 meter. Het vermoeden bestaat dat de piramide, die steeds groter werd, zich zelfs over het graf van Sanacht, de voorganger van Djoser, uitstrekt. De architect die verantwoordelijk was voor het ontwerp van dit bouwwerk was de al genoemde vizier Imhotep, een geniaal man, hoog gewaardeerd door de koning en de Egyptenaren, en later vergoddelijkt.

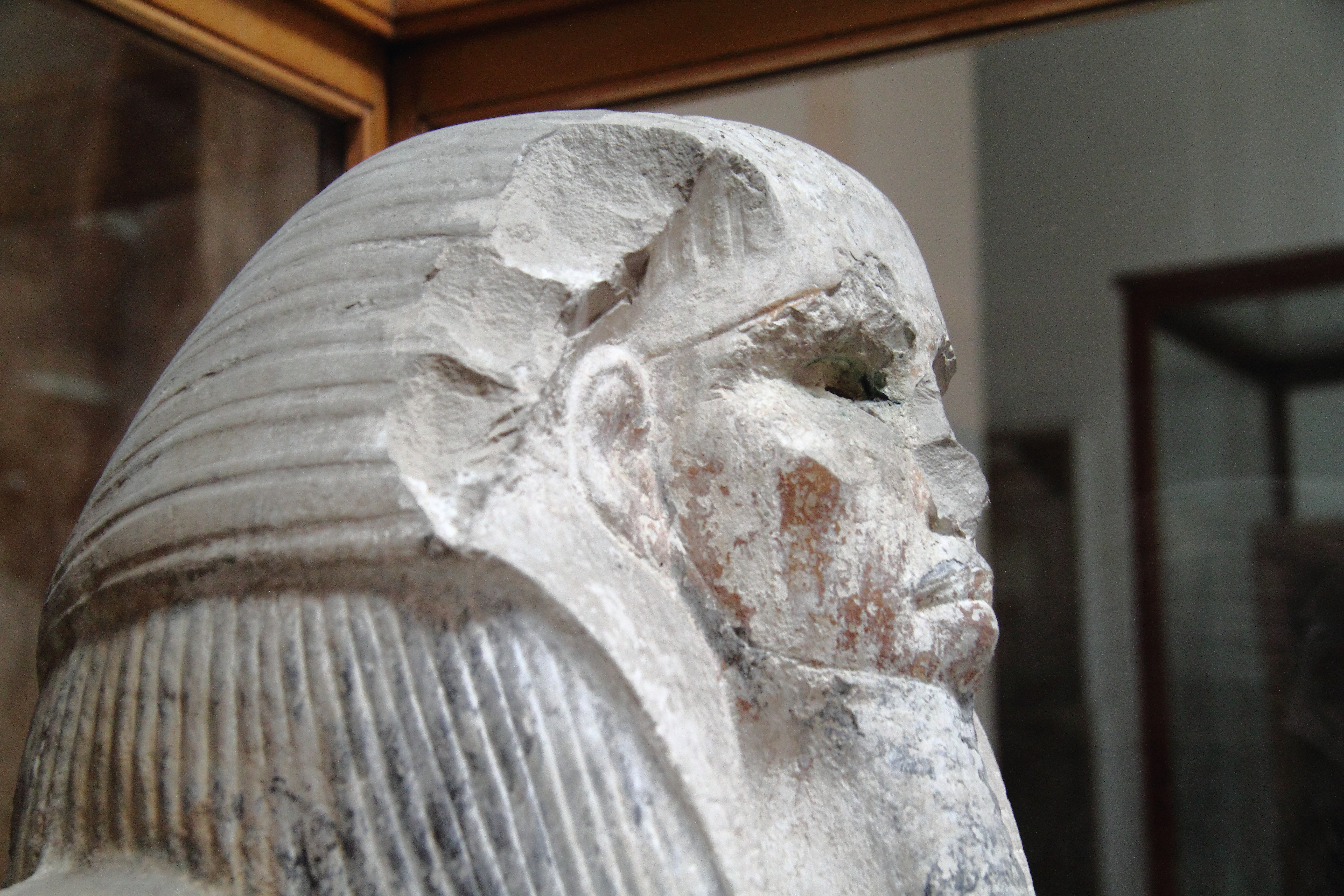
Het hoofd van het standbeeld van Djoser
Egyptisch Museum, vindplaats piramide van Djoser

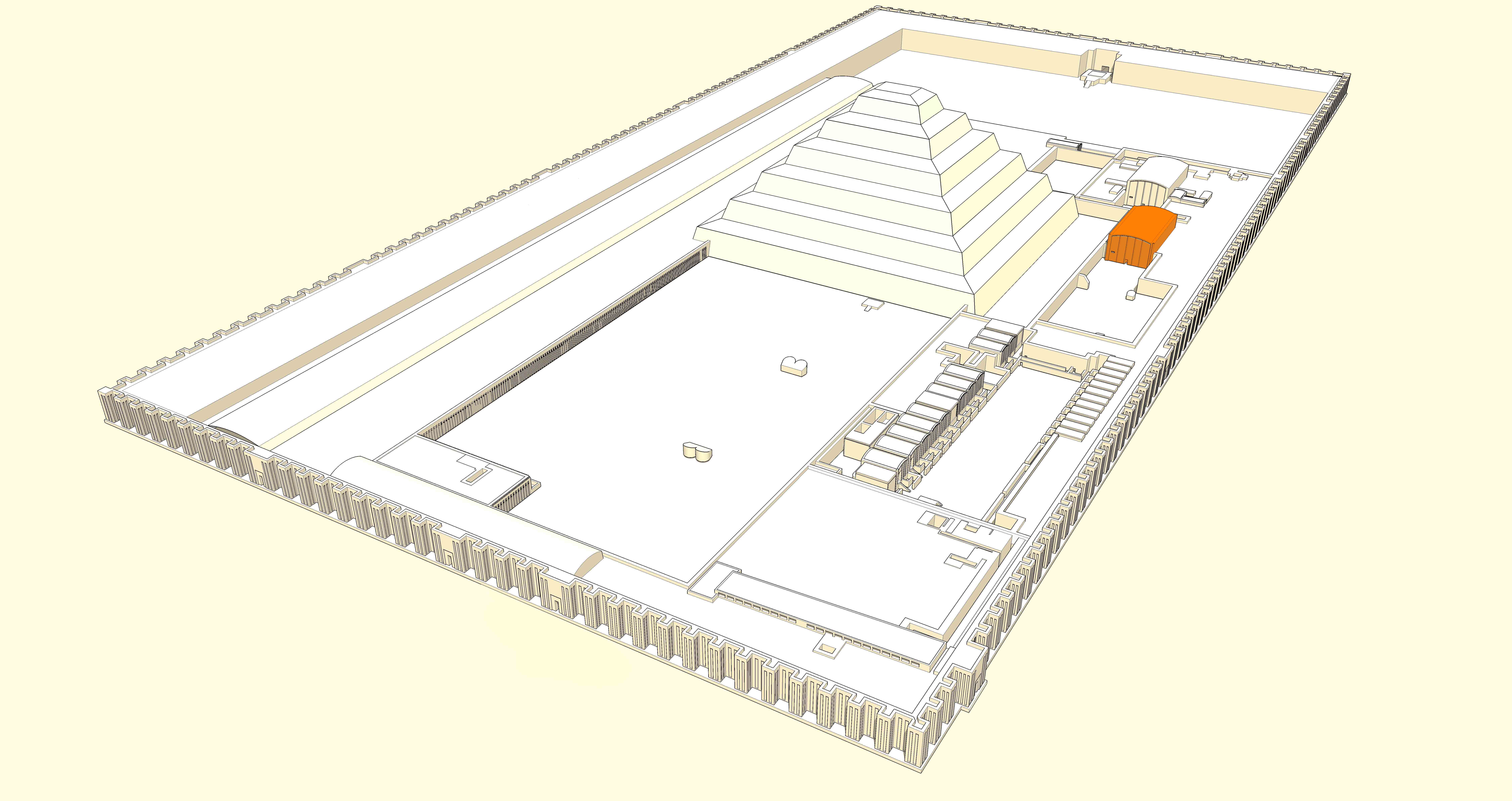
Overzicht van Djosers grafcomplex

Djoser maakte ook werk van de ontginning van de rijkdommen van de Sinaï, vooral koper (bij de Wadi Maghareh) en turkoois (bij Serabit-el-Chadim).
Volgens Manetho regeerde Djoser 29 jaar, volgens de Koningslijst van Turijn regeerde hij 19 jaar en Jürgen von Beckerath kent hem in zijn Chronologie des pharaonischen Ägypten een regeerperiode van 20 jaar (2690-2670 v. Chr.) toe.
Bovendien meldde Manetho dat Djoser om zijn medische kunde bij de Egyptenaren als Asklepios werd beschouwd, dat hij de kunst van bouwen met gehouwen stenen uitvond en het schrift bestudeerde.

### Oorlogen
- Militaire expedities in de Sinaï teneinde de daar levende bedoeïenen te onderwerpen.

### Bouwwerken
De allereerste Egyptische piramide werd onder leiding van koninklijke bouwopzichter Imhotep gebouwd voor de begrafenis van koning Djoser. De piramide van 62.5 meter hoog en het grote complex eromheen met zuilen en muren uit kalksteen was een architectonische innovatie. 1000 jaar later was Imhotep nog steeds zo legendarisch dat hij als god werd vereerd.
- Trappiramide en bijhorend grafcomplex te Saqqara.

### Bewijzen / documenten
Onder andere:
- Levensgroot beeld uit de trappenpiramide;
- Zegelafdrukken in graftombe 2305 en in de graftombe van Hesire te Saqqara;
- Zegelafdruk uit de graftombe (V) van Chasechemoey in Abydos;
- Zegelafdruk uit Hierakonpolis;
- Zegelafdruk uit Elephantine
- Zegelafdrukken uit graftombes K1 en K5 te Beit Khallaf;
- Zegelafdruk UC38100 in het Petrie Museum van Egyptische Archeologie;
- Inscriptie uit de Wadi Maghareh.